# Robert Páez
Robert Páez Rodriguez (* 1. Juni 1994 in Cumaná) ist ein venezolanischer Wasserspringer, der im Kunstspringen vom 1-m- und 3-m-Brett und im 3-m-Synchronspringen antritt.
Páez bestritt seine ersten internationalen Titelkämpfe bei der Juniorenweltmeisterschaft 2008 in Aachen. Sein bestes Ergebnis erzielte er im Turmspringen mit Rang zwölf im Finale. Er nahm auch an den Olympischen Jugend-Spielen 2010 in Singapur teil. Er startete vom 3-m-Brett und vom 10-m-Turm, erreichte jeweils das Finale und belegte die Ränge zwölf und fünf. Seit 2010 bestreitet Páez auch Wettkämpfe im Erwachsenenbereich, konzentriert sich seitdem aber auf das Kunstspringen. Erste Erfolge feierte er bei den Panamerikanischen Spielen 2011 in Guadalajara. Vom 3-m-Brett erreichte er im Einzel- und Synchronwettbewerb das Finale. Im Einzel wurde er Zwölfter, Synchron mit Emilio Colmenarez Siebter. Seinen größten Erfolg errang Páez beim Weltcup 2012 in London. Er gewann einen Quotenplatz für die Olympischen Spiele 2012 an gleicher Stelle, wo er im 3-m-Kunstspringen antreten wird.